# Side7
Side7（さいど・せぶん）では、AIR-G'（FM北海道）で、2004年から2006年まで、木曜深夜26時 - 27時（金曜2時 - 3時）に放送されていた、収録型のラジオ番組。AIR-G'の公式ウェブサイトには、「ディープナイトプログラム」と紹介されていた。
DJは、ガンダムファンである、TEAM NACSの佐藤重幸（現：戸次重幸）。佐藤が同局で放送していた「R」を降板した後、2004年秋の番組改編によってスタートし、2006年まで放送された。

## 番組名の由来
- 「Side7」は佐藤が好きなガンダムに由来する。「サイド」は30 - 40のコロニーの集まりを指し、建造された順に、サイド1・サイド2からサイド7と割り振られている。

## ターゲットとするリスナー
- DJの佐藤と同年代（昭和40年代後半生まれ）の男性。
  - 2005年秋の改編より、ガンダムを知らない人のためにガンダムについて一話ずつ懇切丁寧に説明する「はじめてのガンダム講座」を開始。